# Philadelphia International Records
Philadelphia International Records (PIR) ist ein US-amerikanisches Plattenlabel, das 1971 in Philadelphia gegründet wurde, mit dem Phillysound assoziiert wurde und den aufkommenden Disco-Sound maßgeblich beeinflusste.

## Entstehungsgeschichte
Gründer des Labels waren die Komponisten und Musikproduzenten Kenneth Gamble und Leon Huff, deren Ideen auf regionalen Plattenlabels wie Philly Groove, Gamble Records, Neptune Records oder dem national vertriebenen Label Mercury Records erschienen waren. Gamble und Huff hatten ab 1964 zusammen einige Soul-Lieder geschrieben und entschlossen sich, im Februar 1971 ein eigenes Label unter dem Namen Philadelphia International Records (PIR) zu gründen. Um PIR einen nationalen Vertrieb zu sichern, schlossen sie mit CBS Records einen Vertriebsvertrag.

## Erfolg

Gideon Smith - Arkansaw Wife

McFadden & Whitehead - Ain't No Stoppin' Us Now (Disco-Single)

Mit einer gleichbleibenden Kombination aus Tonstudio (Sigma Sound Studio), Studiomusikern (MFSB) und Produzenten-, Autoren- und Arrangeursstab (Thom Bell, Bobby Martin) entstanden nach einjähriger Anlaufphase massenweise Hits. Als erste Single des Katalogs kam Gideon Smith mit dem Titel Arkansaw Wife (PIR 3501) im März 1971 auf den Markt. Der erste Hit stellte sich jedoch schon kurz danach ein. The Ebonys hatten mit der Single You’re the Reason Why (PIR 3503) 1971 einen Platz 10 in den R&B-Charts und Platz 51 in den Billboard Hot 100. Ein weiterer erfolgreicher Titel war I Miss You von Harold Melvin & The Blue Notes (PIR 3516) im März 1972, der bis auf Rang 7 der R&B-Charts gelangte. Zum ersten Nummer-eins-Hit des Katalogs entwickelte sich Back Stabbers über hinterhältige Typen von den The O’Jays (Mai 1972, PIR 3517) in der Pop- und R&B-Hitparade. Die war zudem der erste Millionenseller des neuen Labels, am 1. September 1972 mit einer goldenen Schallplatte ausgezeichnet. Ein weiterer großer Pop- und R&B-Hit wurde Billy Pauls Ballade über eine problematische Dreiecksbeziehung Me and Mrs. Jones (September 1972, PIB 3521), die einen Grammy Award erhielt. Einen weiteren Millionenseller brachten Harold Melvin & The Blue Notes mit If You Don’t Know Me by Now im September 1972 (PIB 3520) auf den Markt.
Im Januar 1973 erschien von MFSB die Instrumentalversion Family Affair (mit Huff am elektrischen Piano; PIB 3528), die die instrumentalen Fähigkeiten dieser Studioband unter Beweis stellte. Einen weiteren Instrumentalhit lieferte die Gruppe mit TSOP (The Sound of Philadelphia) im Februar 1974 ab (PIB 3540), das zur Erkennungsmelodie des Phillysound und der landesweit ausgestrahlten US-TV-Musiksendung Soul Train wurde. Typischer Phillysound war der Millionenseller When Will I See You Again von dem Mädchen-Trio The Three Degrees (PIB 3550), der im September 1974 auf den Markt kam und bereits am 9. Dezember 1974 mit Gold ausgezeichnet wurde. Der Hit wurde über zwei Millionen Mal verkauft. Zu weiteren Millionensellern verhalfen dem Plattenlabel People’s Choice mit Do it Anyway You Wanna (August 1975, PIB 3500), die O’Jays mit I Love Music (Oktober 1975; PIB 3577), Teddy Pendergrass und Close the Door (Mai 1978, PIB 3648) sowie McFadden & Whitehead mit Ain’t No Stoppin’ Us Now (März 1979, PIB 3681). Letztere erhielt mit weltweit acht Millionen verkauften Exemplaren Platin am 27. Juli 1979. Die Interpreten dieses erfolgreichsten Songs des PIR-Labels, Gene McFadden und John Whitehead, arbeiteten seit Mai 1972 als zusätzliche Produzenten, Komponisten und Arrangeure für PIR.

## Endphase
Innerhalb von fast zehn Jahren sammelte PIR insgesamt 175 goldene und Platinschallplatten. Ab 1980 ließen die Erfolge des Labels nach, der Phillysound wurde verstärkt zum Vorläufer der Disco-Musik, die ihn schließlich verdrängte. 1981 nahm man Patti LaBelle unter Vertrag, die hier prompt ihren ersten Nummer-eins-Hit als Solistin feiern konnte: If Only You Knew stand 1984 für vier Wochen an der Spitze der R&B-Charts. Im folgenden Jahr musste PIR seine Eigenständigkeit aufgeben und wurde zunächst Sublabel von Capitol, ab 1991 ging das Label komplett in der BMG auf. Dennoch erschienen auch danach noch vereinzelt CDs auf dem PIR-Label, so die beiden posthum veröffentlichten Alben von Phyllis Hyman I Refuse to Be Lonely (1995) und Forever with You (1998). Die Sängerin war auch die letzte Künstlerin des Labels, der 1991 ein Platz eins in den R&B-Charts gelang.
Das Gebäude, in dem sich PIR befand, wurde im Jahr 2010 durch Brandstiftung stark beschädigt und geschlossen. 2014 kaufte die lokale Immobilienagentur Dranoff Properties das Gebäude und riss es im April 2015 schließlich vollständig ab, um dort ein Hotel zu errichten.

## Nummer-eins-Hits in den amerikanischen R&B-Charts
Die mit einem * markierten Lieder waren auch Platz eins der Billboard Hot 100.
- 1972: The O’Jays - Back Stabbers
- 1972: Harold Melvin and the Blue Notes - If You Don’t Know Me By Now
- 1972: Billy Paul - Me & Mrs. Jones *
- 1973: The O’Jays - Love Train *
- 1973: Harold Melvin and the Blue Notes - The Love I Lost
- 1974: MFSB feat. The Three Degrees - T.S.O.P. (The Sound of Philadelphia) *
- 1975: The O’Jays - Give the People What They Want
- 1975: Sharon Paige and Harold Melvin and the Blue Notes - Hope That We Can Be Together Soon
- 1975: People’s Choice - Do It Any Way You Wanna
- 1975: The O’Jays - I Love Music
- 1976: Harold Melvin and the Blue Notes - Wake Up Everybody
- 1976: The O’Jays - Livin’ for the Weekend
- 1976: Lou Rawls - You’ll Never Find Another Love Like Mine
- 1976: The O’Jays - Message in Our Music
- 1977: The O’Jays - Darlin’ Darlin’ Baby (Sweet, Tender, Love)
- 1978: The O’Jays - Use ta Be My Girl
- 1978: Teddy Pendergrass - Close the Door
- 1979: McFadden & Whitehead - Ain’t No Stoppin’ Us Now
- 1984: Patti Labelle - If Only You Knew
- 1986: Shirley Jones - Do You Get Enough Love
- 1987: The O’Jays - Lovin’ You
- 1989: The O’Jays - Have You Had Your Love Today
- 1991: Phyllis Hyman - Don’t Wanna Change the World